# Via Porta Dipinta
Via Porta Dipinta  o via Porta Penta è la via di Bergamo che dal prato della Fara conduce fino a piazza Mercato delle Scarpe collegando tra loro le due parti cittadine. Il toponimo della via nasce dall'antica porta medioevale d'ingresso completamente affrescata e poi distrutta nel XIX secolo.

## Storia
La via ha origini romane; gli scavi effettuati nel primo decennio del XX secolo per la costruzione di alcune autorimesse, hanno portato alla luce una stratificazione che indica l'occupazione ininterrotta della zona fino dall'epoca romana.

Dell'antica porta cittadina che dà il nome a questa via e che fu completamente affrescata da Simone Baschenis di Averara nel 1496 non resta che un'epigrafe posta sul muro dopo palazzo Moroni: 
La porta di Sant'Andrea prendeva il nome dalla chiesa omonima posta sul lato sinistro.
L'aspetto è frutto di un completo rifacimento dell'Ottocento con demolizioni che hanno dato nuove aperture e spazi verdi.
La via era di grande importanza durante il medioevo essendo questo il percorso seguito dai cortei guidati dal podestà che accoglievano i nuovi rettori veneti cittadini.
Sulla zona, in epoca romana, vi era un articolato complesso idraulico per la raccolta delle acque pluviali; durante gli scavi realizzati dove c'era l'ex palazzo Marenzi, distrutto alla fine del XIX secolo dai Moroni - che lo avevano acquistato nel 1878, solo per poterlo demolire in quanto infastidiva il frontale palazzo Moroni - sono riemersi resti di una grossa cisterna completamente scavata nella roccia la cui copertura a botte è testimoniata da residui di materiale posto lungo i lati, la pavimentazione era in cocciopesto che permetteva la tenuta dell'ambiente da eventuali perdite.  Resti di un palazzo con la formazione di varie varianti duranti i secoli ne conferma la presenza fino all'età moderna.

## Descrizione
La via, che è molto ripida, è storicamente importante perché collegamento tra la parte bassa della città con via Pignolo, attraverso porta Sant'Agostino e piazza Mercato delle Scarpe. Superato il grande prato della Fara sono visibili resti dell'antica Porta sub foppis (dopo la foppa) nome che derivava dall'antico avvallamento che divideva questa parte dalla chiesa agostiniana riempito solo nel 1930, diventando passaggio obbligato
I numerosi palazzi presenti sulla strada sono una ricostruzione di antiche dimore presenti già in epoca romana, lo testimoniano gli scavi che evidenziano la presenza delle antiche romane.
La via ospita anche la fontana che prende il nome della via, inserita in una struttura ad arco semicircolare in conci di pietra, è di origine medioevale come quasi tutte le numerose fontane di Bergamo, doveva servire gli abitanti delle vicinie di san Giacomo, san Cassiano e santa Eufemia della parte alta cittadina. La lapide che con inciso il nome dal podestà che la fece edificare l'anno non è più leggibile.
La via termina con piazza Mercato delle Scarpe.

### Chiesa e palazzi
- Porta sub Foppis duecentesca porta d'ingresso a città alta;
- Casa Bani risalente al XVI secolo;
- Chiesa di San Michele al Pozzo Bianco, fra le più antiche della città che si affaccia sulla piazzetta omonima;
- Palazzo Moroni costruito tra il 1636 e il 1666;
- Chiesa di Sant'Andrea costruita su di una basilica cimiteriale protocristiana, nominata come basilica Sancti Andreae in un atto notarile del 5 maggio 785 conservato presso l'Archivio di Stato di Bergamo[9].
- Palazzo Grumelli poi Pesenti con la sua facciata cinquecentesca che presenta l'affresco della famiglia dei Grumelli Pedrocca proprietaria originaria; l'immobile passò poi alla famiglia Colleoni, poi Ghisalberti e Pesenti;
- Palazzo Gavazzeni costruito su progetto di Nicolino Capelio nel 1770 su un precedente stabile;
- Fontana di Porta Dipinta del XV secolo;